# Duck Walk

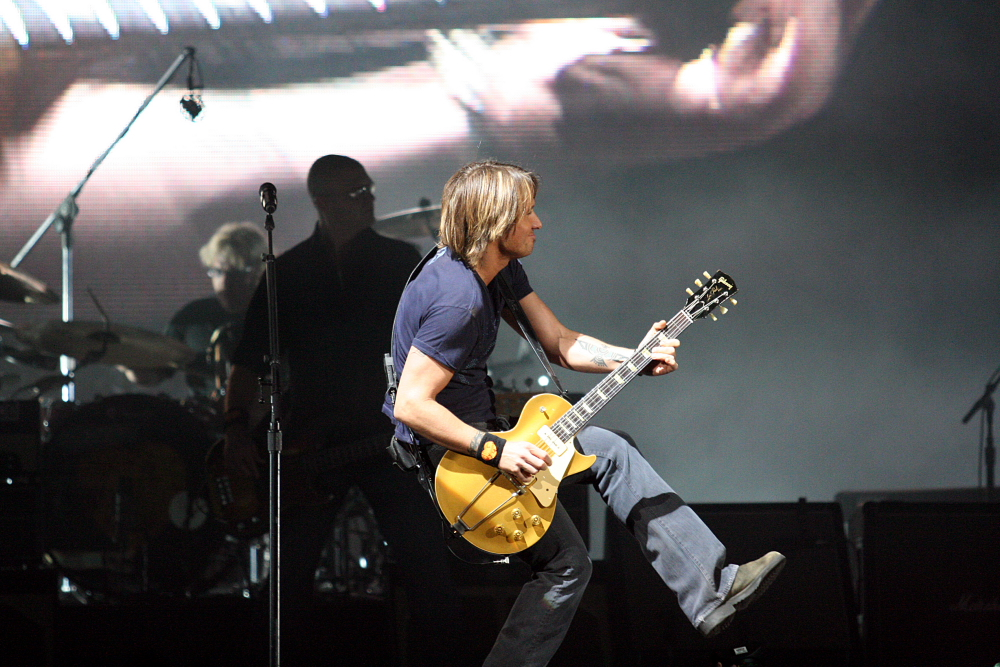
Keith Urban en concierto, realizando el Duck Walk.

El Duck walk («andar de pato») es un movimiento de baile con guitarra creado por T-Bone Walker, pero hecho famoso por el músico y cantante estadounidense Chuck Berry, y adoptado por otros guitarristas como Angus Young de AC/DC y
Pete Townshend de The Who.

## Características
El Duck Walk consiste en saltar sobre una pierna mientras se mueve la otra adelante y atrás, lo cual puede recordar vagamente a la forma en que anda un pato. Ocasionalmente, Berry añadió un movimiento de cabeza de delante a atrás como hacen los pájaros para enfatizar el Duck Walk. Este lo utilizó inicialmente para esconder las arrugas en su traje de rayón en un concierto en 1956 en Nueva York, de acuerdo a una entrevista en Rolling Stone.

Recibí una ovación, así que lo hice una y otra vez.
Chuck Berry